# Howard Jacobson
Howard Eric Jacobson, född 25 augusti 1942 i Manchester, är en brittisk författare och journalist. Han är främst känd för sina komiska romaner om brittisk-judiska rollfigurer. Han har judisk bakgrund och betraktar sig själv som en sekulär jude. Han belönades 2010 med Bookerpriset för romanen The Finkler Question.